# Paul De Kerpel
Petrus Paulus (Paul) De Kerpel (Lede, 16 december 1933) is een Belgisch voormalig politicus. Hij was volksvertegenwoordiger en senator.

## Levensloop
Paul De Kerpel volgde Latijn-Griekse humaniora aan het Heilig-Hartcollege (Ganshoren). In 1957 promoveerde hij tot doctor in de rechten en licentiaat in het notariaat aan de Katholieke Universiteit Leuven. Tijdens zijn studies was hij van 1956 tot 1957 lid van het Seniorenconvent van de KU Leuven. Hij werd advocaat aan het Hof van Beroep in Brussel en leidde daarna een advocatenkantoor in Brussel en een kantoor voor sociale zaken in Schaarbeek. In 1960 trouwde hij met Mady Moureau.
In 1964 werd hij verkozen tot gemeenteraadslid van Schaarbeek op de lijst van CVP-PSC. Omdat hij een uitsluitend Nederlandstalige campagne had gevoerd, wilde de Franstalige meerderheid in de partijafdeling hem echter uit de partij zetten. In 1965 besliste het hoofdbestuur van de CVP dat De Kerpel partijlid mocht blijven, maar dit werd door de Schaarbeekse afdeling niet aanvaard. Vervolgens zetelde hij tot in 1970 als onafhankelijke in de gemeenteraad. Bij de verkiezingen van 1970 kwam De Kerpel met toestemming van het CVP-hoofdbestuur op met een eigen lijst en werd hij herkozen als gemeenteraadslid van Schaarbeek. In de jaren 1970 trad hij in conflict met de burgemeester Roger Nols. Voor de verkiezingen van 1976 voerde hij in Schaarbeek een Vlaamse eenheidslijst aan, met kandidaten van CVP, VU, BSP en PVV. Hij werd opnieuw herkozen als gemeenteraadslid en bleef in functie tot in 1982. Dat jaar was hij geen kandidaat meer.
Van 1971 tot 1978 zetelde De Kerpel voor het arrondissement Brussel in de Kamer van volksvertegenwoordigers. Hij werd vervolgens van 1978 tot 1981 lid van de Senaat als provinciaal senator, gekozen door de provincie Brabant. In de periode december 1971-oktober 1980 zetelde hij als gevolg van het toen bestaande dubbelmandaat ook in de Cultuurraad voor de Nederlandse Cultuurgemeenschap, die op 7 december 1971 werd geïnstalleerd. Vanaf 21 oktober 1980 tot november 1981 was hij tevens korte tijd lid van de Vlaamse Raad, de opvolger van de Cultuurraad en de voorloper van het huidige Vlaams Parlement. Daarnaast zetelde hij vanaf 1971 ook in de Brusselse Agglomeratieraad.
In april 1980 stemde hij met Leo Lindemans, Ferdinand De Bondt, Nora Staels-Dompas, Jan De Meyer en Paula D'Hondt tegen het ontwerp 261 op de voorlopige gewestvorming, waarvan naar hun oordeel het artikel vijf onvoldoende waarborgen op inspraak bood voor de Brusselse Vlamingen. Deze nee-stemmen betekenden de val van de regering-Martens II.
De Kerpel werd ook actief in het Vlaamse verenigingsleven van Brussel. Hij was voorzitter van de Commissie van toezicht van de Rijksmuziekacademie van Schaarbeek en lid van de Commissie voor advies tot Bevordering van het Nederlands in het arrondissement Brussel.

## Publicatie
- Brusselaar in Brussel, Heideland Orbis, Hasselt, 1974